# Ri Kwang-chon
Ri Kwang-chon (en coreano: 리광천; Namp'o, Corea del Norte; 4 de septiembre de 1985) es un exfutbolista norcoreano que jugaba como defensa central.

## Selección nacional
Ha sido internacional con la Selección de fútbol de Corea del Norte en 69 partidos internacionales y anotó un gol.

### Participaciones en Copas del Mundo
| Mundial                        | Sede      | Resultado    | Partidos | Goles |
| ------------------------------ | --------- | ------------ | -------- | ----- |
| Copa Mundial de Fútbol de 2010 | Sudáfrica | Primera fase | 3        | 0     |

## Clubes
| Club              | País            | Año         |
| ----------------- | --------------- | ----------- |
| 4.25              | Corea del Norte | 1999 - 2012 |
| Muangthong United | Tailandia       | 2012 - 2014 |
| 4.25              | Corea del Norte | 2014        |
| Pattaya United    | Tailandia       | 2015        |